# Vanmanenia hainanensis
Vanmanenia hainanensis és una espècie de peix de la família dels balitòrids i de l'ordre dels cipriniformes que es troba a l'illa de Hainan (Xina).